# یواس‌اس ویلیام ام هابی (ای‌پی‌دی-۹۵)
یواس‌اس ویلیام ام هابی (ای‌پی‌دی-۹۵) (به انگلیسی: USS William M. Hobby (APD-95)) یک کشتی است که طول آن ۳۰۶ فوت (۹۳ متر) می‌باشد. این کشتی در سال ۱۹۴۴ ساخته شد.